# Jean-Luc Gaudiot
Jean-Luc Gaudiot est professeur émérite au département de génie électrique et d'informatique de l'université de Californie à Irvine, et ancien président de la IEEE Computer Society.

## Formation
En 1976, il obtient son diplôme d'ingénieur à l'ESIEE Paris en génie électronique, puis en 1977, sa maîtrise à l'université de Californie à Los Angeles. Il devient Docteur en sciences informatiques en 1982 dans la même université.

## Carrière
Il a occupé le poste de rédacteur en chef de la revue IEEE Transactions on Computers de 1999 à 2000 avant de devenir le cofondateur et le rédacteur en chef fondateur d'IEEE Computer Architecture Letters de 2006 à 2009. De 2010 à 2015, il a été membre du conseil d'administration de la IEEE Computer Society.
L'IEEE Computer Society est une société professionnelle internationale spécialisée dans les domaines de l'informatique et des technologies de l'information. Elle fait partie de l'Institute of Electrical and Electronics Engineers (IEEE), la plus grande organisation mondiale dédiée aux domaines de l'ingénierie électrique, électronique, et informatique. La IEEE Computer Society s'engage à promouvoir l'avancement des connaissances en informatique et à favoriser le développement professionnel de ses membres.
En 2013, il a été élu vice-président de la IEEE Computer Society et président du Conseil des activités éducatives. Cette fonction implique la supervision et la promotion des programmes éducatifs et de formation offerts aux membres et aux professionnels de l'informatique.
De 2014 à 2015, il a occupé le poste de vice-président de la IEEE Computer Society et président du Conseil des publications. Dans ce rôle, il était responsable de la supervision des publications techniques et scientifiques de la société.
En 2016, il a été élu président désigné de la IEEE Computer Society, ce qui signifie qu'il a été choisi pour devenir le prochain président de la société. En 2017, il a occupé le rôle de Président de la IEEE Computer Society.

## Recherche
Ses intérêts se situent dans l'architecture informatique, l'information, la communication et la conception et il est l'un des auteurs de "Creating Autonomous Vehicle Systems", une présentation technique sur les véhicules autonomes , une présentation technique sur les véhicules autonomes rédigée pour un public général d'informatique et d'ingénierie. Il est élu membre de l'IEEE (Institute of Electrical and Electronics Engineers)  et alumni distingué de l'ESIEE Paris.